# Maihuenia poeppigii
Maihuenia poeppigii ist eine Pflanzenart in der Gattung Maihuenia aus der Familie der Kakteengewächse (Cactaceae). Das Artepitheton ehrt den deutschen Zoologen, Botaniker und Geographen Eduard Friedrich Poeppig. Spanische Trivialnamen sind „Chupa Sangre“, „Espina Blanca“, „Espina del Huanaco“, „Hierba del Guanaco“ und „Maihuén“.

## Beschreibung
Maihuenia poeppigii bildet Polster von bis 10 Zentimeter Höhe und 200 Zentimeter Breite. Die fleischige Pfahlwurzel ist 40 bis 80 Zentimeter lang. Die keulenförmigen Triebe sind segmentiert und verzweigen in der Nähe ihrer Spitze. Sie sind 2 bis 6 Zentimeter lang und weisen Durchmesser von 0,8 bis 2 Zentimeter auf. Knopfige, spornartige Kurztriebe sind nicht vorhanden. Die zahlreichen grünen spitzen Laubblätter sind linealisch, gerade bis leicht gebogen, 2 bis 10 Millimeter lang und 1 bis 2 Millimeter dick. Der einzelne, steife Mitteldornen ist im Querschnitt kreisrund bis an der Oberseite abgeflacht und 1 bis 2,5 Zentimeter lang. Die zwei unscheinbaren Randdornen (selten nur einer oder ganz fehlend) liegen oft an der Trieboberfläche an und sind bis 6 Millimeter lang.
Die endständigen Blüten sind schwefelgelb. Die verkehrt eiförmigen bis keulenförmigen Früchte sind 5 bis 6 Zentimeter lang.
Die Chromosomenzahl beträgt 2n = 22.

## Systematik und Verbreitung
Maihuenia poeppigii ist im Süden Chiles und im Südwesten Argentiniens in Höhenlagen bis 2200 Metern verbreitet.
Die Erstbeschreibung als Opuntia poeppigii wurde 1837 durch Ludwig Georg Karl Pfeiffer veröffentlicht. Karl Moritz Schumann stellte die Art 1898 in die Gattung Maihuenia. Ein weiteres nomenklatorisches Synonym ist Pereskia poeppigii (Otto ex Pfeiff.) Salm-Dyck (1850).

## Nachweise